# Linares (provincie)
Linares is een provincie van Chili in de regio Maule. De provincie telde 286.361 inwoners in 2017 en heeft een oppervlakte van 10.050 km². Hoofdstad is Linares.

## Gemeenten
Linares is verdeeld in acht gemeenten:
- Colbún
- Linares
- Longaví
- Parral
- Retiro
- San Javier de Loncomilla
- Villa Alegre
- Yerbas Buenas